# Aegean Airlines
Aegean Airlines S.A. (греч. Αεροπορία Αιγαίου Α.Ε, переводится как Эгейские авиалинии; LSE: 0OHY) — крупнейшая авиакомпания Греции, выполняющая пассажирские авиарейсы из Афин и других греческих городов, как в международном направлении, так и внутри самой Греции. Штаб-квартира и главный центр управления авиакомпании также расположены в Афинах.
Является полноправным членом Star Alliance. Базируется в афинском аэропорту имени Элефтериоса Венизелоса, имея дополнительные хабы в аэропорту Салоники-Македония. В сезонный летний период другие греческие аэропорты также становятся базами авиакомпании для выполнения чартерных и регулярных сезонных рейсов на курорты Греции.
По итогам 2018 года авиакомпания перевезла свыше 13 миллионов человек. В 2019 году Aegean Airlines в 10-й раз подряд была выбрана лучшей региональной авиакомпанией Европы по мнению агентства Skytrax.
С 2013 года Aegean Airlines после многочисленных попыток слияния является собственником другой греческой авиакомпании Olympic Air, выкуп которой был утвержден Европейской комиссией. Также в 2014 году авиакомпания объявила о готовности приобрести национального авиаперевозчика Кипра Cyprus Airways, терпящего последние годы финансовые убытки. Однако в начале 2015 года кипрская авиакомпания прекратила свою деятельность, после чего Aegean Airines заявила о расширении своего присутствия на острове и открытии новых рейсов из аэропорта Ларнака.

## История
Авиакомпания Aegean Airlines была образована в 1987 году под названием Aegean Aviation. Первоначально её основной деятельностью являлась организация заказных VIP авиаперевозок, а также выполнение специальных рейсов в роли воздушной скорой помощи. В 1992 году Aegean Aviation стала первой частной авиакомпанией в Греции, получив специальный сертификат. Далее в 1994 году авиакомпания объединилась с группой компаний Vassilakis и приступила к выполнению регулярных рейсов из Афин по всему миру, приобретая в сотрудничестве с компанией Learjet новые самолёты.

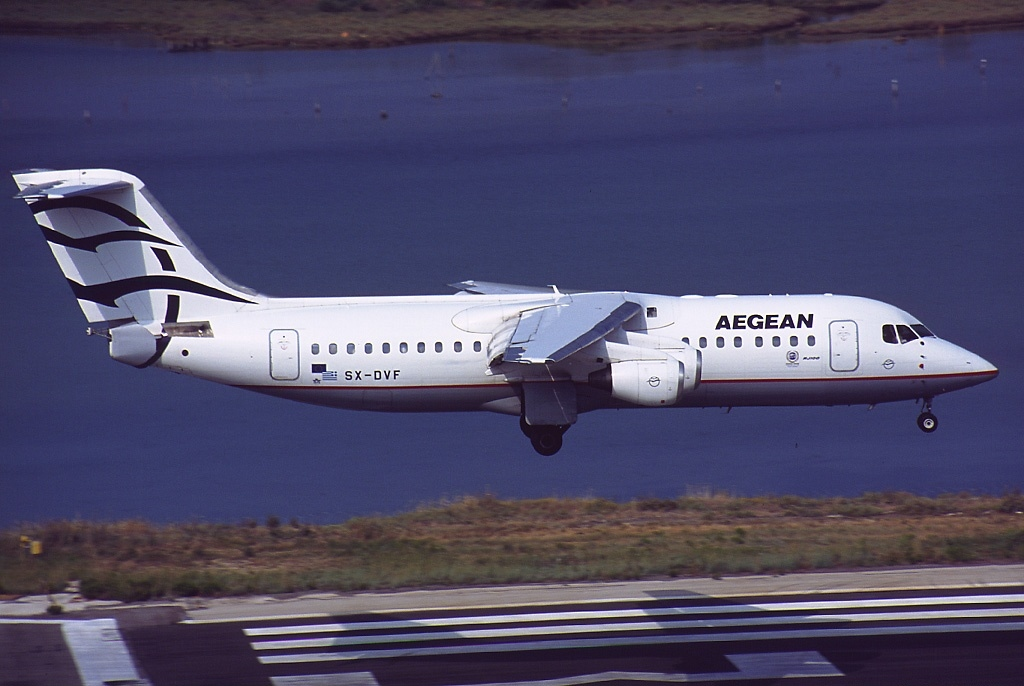
British Aerospace Avro RJ100 Aegean Airlines на Керкире

В 1999 году авиакомпания была переорганизована и стала выполнять рейсы под новым названием «Aegean Airlines». В этом же году во флот поступили три четырёхдвигательных самолёта British Aerospace Avro RJ100, на которых компания стала выполнять ежедневные рейсы из Афин в Салоники, Родос, Александруполис, Керкиру и Ираклион. В декабре 1999 года авиакомпания приобретает компанию Air Greece, после чего авиапарк Эгейских авиалиний пополнился тремя турбовинтовыми ATR 72.

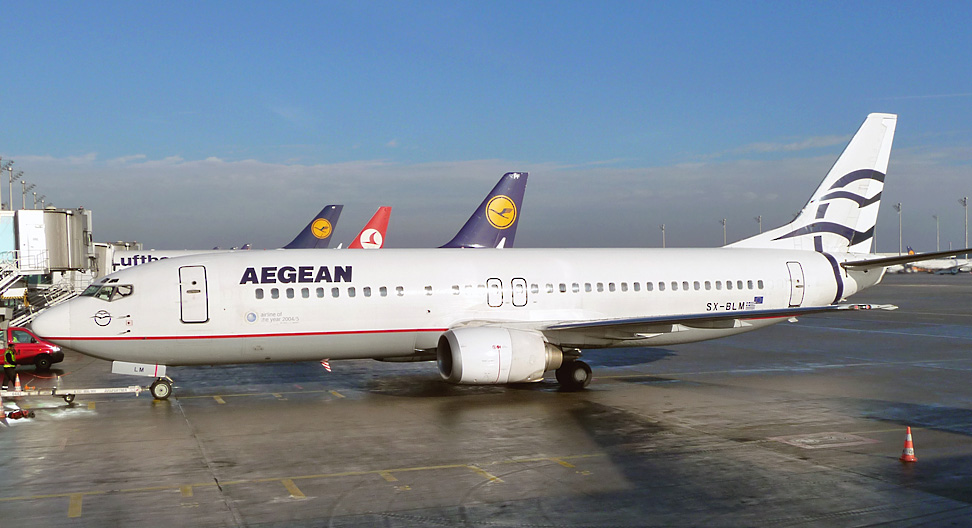
Boeing 737-400 в аэропорту Мюнхена

В апреле 2001 года Aegean Airlines подписывает договор о слиянии с ещё одним греческим перевозчиком — Cronus Airlines. География полётов авиакомпании стала составляться из 11 направлений по Греции и ещё 7 по Европе. В ноябре того же года Aegean запустил обслуживание бизнес-класса на своих самолётах.
К 2004 году Aegean Airlines вывела из эксплуатации самолёты ATR 72. Флот компании стал состоять из шести BAe 146 и тринадцати Boeing 737—300/400, переданных от Cronus Airlines. В 2005 году авиакомпания оформляет крупный заказ на поставку нескольких лайнеров семейства Airbus A320, первые три из которых поступают в 2007 году.
C конца 2005 года Aegean ведёт код-шеринговое сотрудничество с Lufthansa, по которому авиакомпания также предлагает своим пассажирам бонусную программу Miles & More от немецкого авиаперевозчика. К 2009 году Aegean Airlines также имеет код-шеринговые соглашения с Brussels Airlines, bmi и TAP Portugal.

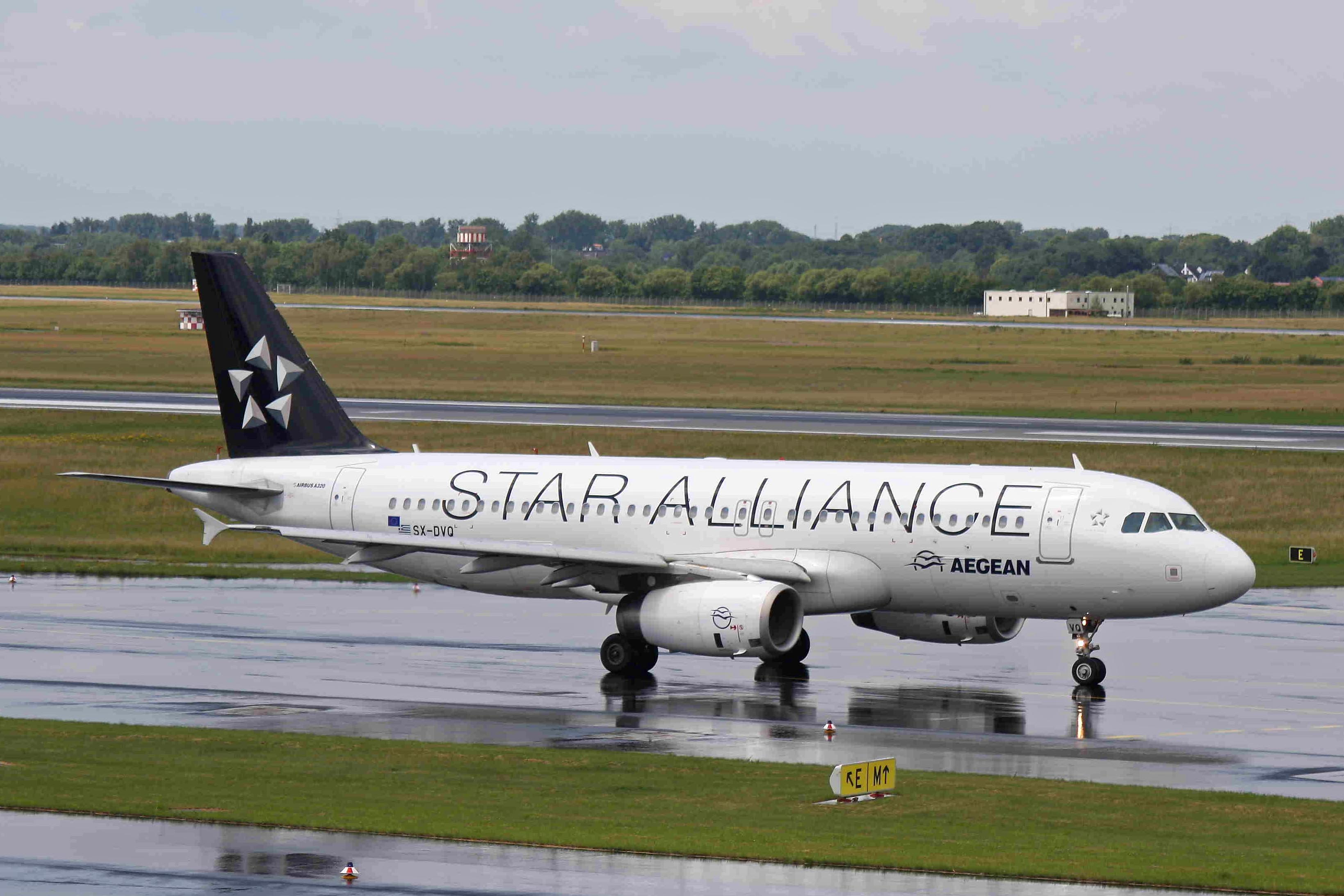
Airbus A320 в ливрее Star Alliance

В 2009 году авиакомпания перевозит 6,600,000 пассажиров, что почти в полтора раза больше показателя основного на тот период конкурента Эгейских авиалиний в Греции — Olympic Airlines, которая в этом же году перевозит 5,265,729 пассажиров.
30 июня 2010 года Aegean Airlines официально становится членом Star Alliance.

### Слияние с Olympic Air
В феврале 2010 года прошли первые обсуждения акционеров о слиянии Aegean Airlines со своим главным конкурентом Olympic Air. Планировалось, что этим слиянием новая авиакомпания расширит своё присутствие на европейском рынке авиаперевозок, при условии, что и Olympic Air и Aegean сохранят одинаковые доли в капитале нового перевозчика, который первое время будет работать под брендом Olympic Air.

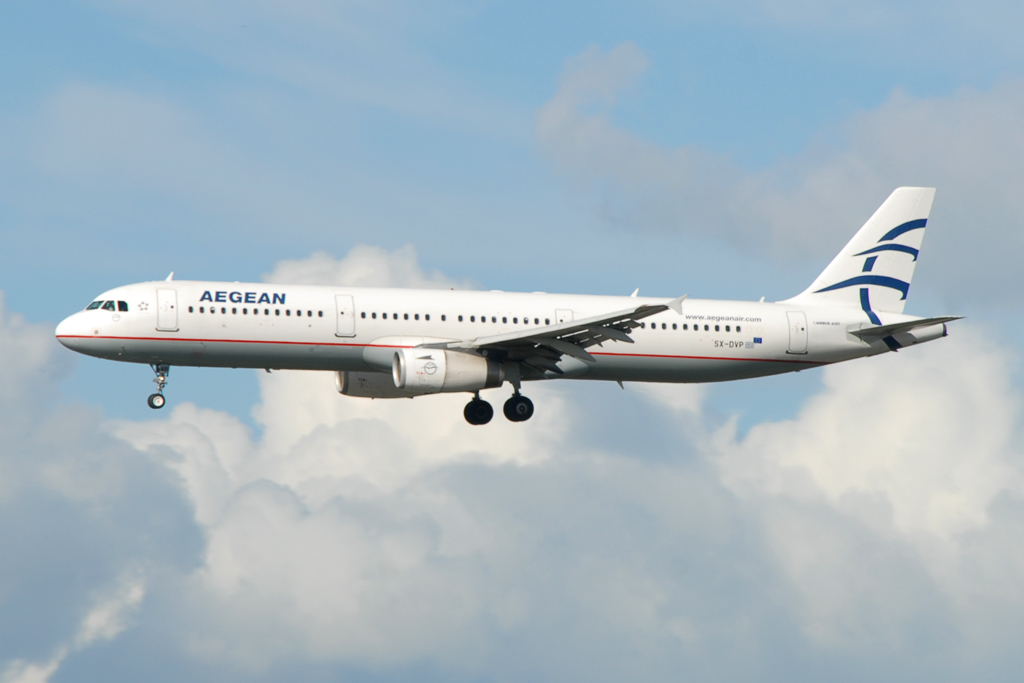
Airbus A321 Aegean Airlines

Между тем в конце июня 2010 года Aegean Airlines присоединяется к Star Alliance, которая в свою очередь полностью поддерживает слияние Эгейских авиалиний с Olympic Air, с дальнейшим присоединением образованной авиакомпании к Star Alliance.
Однако 26 января 2011 года Европейская комиссия запретила слияние двух компаний, опираясь на свою озабоченность по борьбе с конкуренцией. Комиссар Еврокомиссии по вопросам конкуренции Хоакин Альмуния заявил, что данное объединение приведет к созданию крупной монополии на рынке авиаперевозок в Греции, а вследствие этого к повышению цен на авиабилеты и ухудшению качества обслуживания на рейсах для пассажиров, так как на обе авиакомпании приходится около 96 % внутренних рейсов по Греции. Сами же авиаперевозчики были категорически не согласны с решением Еврокомиссии, объясняя свою позицию тем, что объединённая авиакомпания по решению руководства не будет повышать цены на билеты в течение 2 лет, ведь данное объединение по словам представителей Aegean Airlines и Olympic Air создаёт возможность появления сильного национального перевозчика для Греции.
21 октября 2012 года Aegean Airlines наконец официально приобретает своего основного конкурента Olympic Air за 72 миллиона евро до согласования с Еврокомиссией. Согласно данной сделке Olympic Air становится дочерним подразделением Aegean, полностью сохраняя свой бренд и список направлений, при этом коммерческие и технические операции двух авиакомпаний будут объединены. В конце концов осенью 2013 года Европейская комиссия всё же одобряет слияние двух авиакомпаний, так как при своём низком финансовом положении и продолжающимся кризисе в Греции Olympic Air рано или поздно должна была уйти с авиационного рынка.

## Корпоративные данные

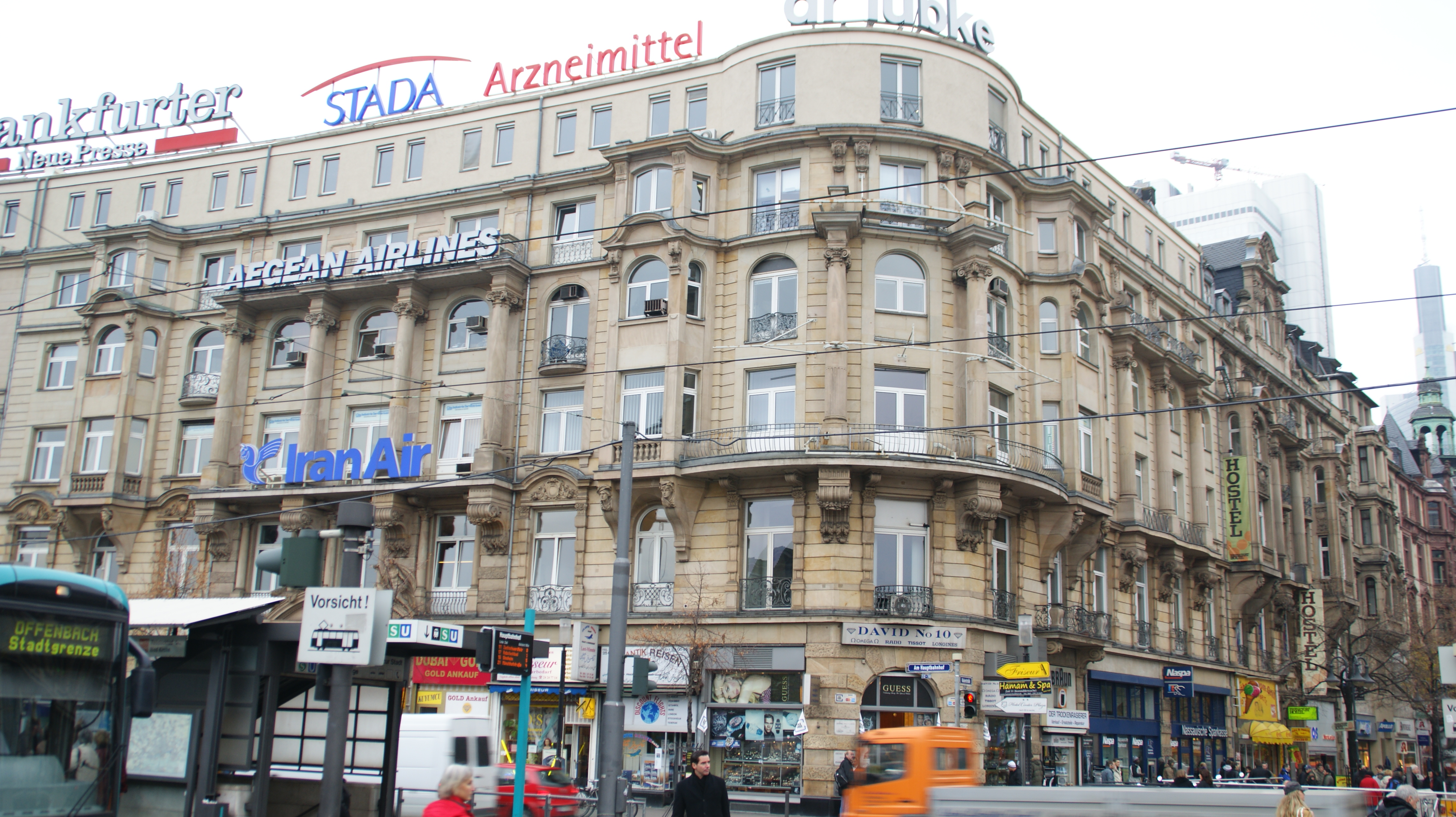
Офис Aegean Airlines во Франкфурте

### Руководство и собственники
Главой авиакомпании является председатель Теодорос Вассилакис. Головной офис компании расположен в пригородном районе Афин Кифиссия.
C 2004 года Aegean Airlines котируется на Афинской фондовой бирже. Перевозчик котируется также на Лондонской фондовой бирже. На октябрь 2013 года акции Aegean Airlines принадлежат следующим компаниям:
- 38,69 % — принадлежат руководителю авиакомпании Теодоросу Вассилакису
- 9,48 % — принадлежат Alnesco Enterprises Company Limited
- 9,48 % — принадлежат Siana Enterprises Company Limited
- 9,46 % — принадлежат Autοhellas SA
- 6,39 % — Konstantakopoulos Achilleas

Aegean airlines является членом Международной ассоциации воздушного транспорта и Ассоциации Европейских авиакомпаний.

### Показатели
Ниже представлена таблица с основными финансовыми и другими показателями компании в период с 2004 по 2018 год:
|                        | 2004   | 2005   | 2006   | 2007   | 2008   | 2009   | 2010   | 2011   | 2012   | 2013*  | 2014** | 2015   | 2016    | 2017    | 2018    |
| ---------------------- | ------ | ------ | ------ | ------ | ------ | ------ | ------ | ------ | ------ | ------ | ------ | ------ | ------- | ------- | ------- |
| Выручка (€ млн)        | 283.5  | 340.6  | 401.1  | 482.7  | 611.7  | 622.7  | 591.0  | 668.2  | 653.4  | 682.7  | 911.8  | 983.0  | 1,020.3 | 1,127.6 | 1,187.4 |
| Чистая прибыль (€ млн) | −3.6   | 15.0   | 24.6   | 35.8   | 29.5   | 23.0   | −23.3  | −27.2  | −10.5  | 66.3   | 80.4   | 68.4   | 32.2    | 60.4    | 67.9    |
| Число работников       | 1,551  | 1,629  | 1,729  | 1,923  | 2,142  | 2,463  | 1,949  | 1,615  | 1,347  | 1,459  | 1,678  | 2,344  | 2,334   | 2,493   | 2,703   |
| Число пассажиров (млн) |        | 4.3    | 4.5    | 5.2    | 6.0    | 6.6    | 6.2    | 6.5    | 6.1    | 6.9    | 10.1   | 11.6   | 12.5    | 13.2    | 13.9    |
| Занятость кресел (%)   |        |        | >70    | 70     | 70     | 65.8   | 68.1   | 68.9   | 74.3   | 79     | 78.3   | 76.9   | 77.4    | 83.2    | 83.9    |
| Число самолётов        |        |        | 21     | 23     | 29     | 33     | 26     | 29     | 28     | 30     | 50     | 58     | 62      | 58      | 61      |
| Прим./источники        | [ 18 ] | [ 18 ] | [ 18 ] | [ 19 ] | [ 20 ] | [ 21 ] | [ 22 ] | [ 23 ] | [ 24 ] | [ 25 ] | [ 26 ] | [ 27 ] | [ 28 ]  | [ 29 ]  | [ 5 ]   |

C 2014 года в данные включены показатели Olympic Air.

## Маршрутная сеть

Карта маршрутной сети Aegean Airlines
Греция
Пункты назначения

Главными узловыми аэропортами Эгейских авиалиний являются аэропорт Афины и аэропорт Салоники, откуда выполняется основная часть всех регулярных рейсов внутреннего и международного направления. Также значительная часть рейсов выполняется и из других греческих городов: Ираклион, Родос, Кос, Александруполис, Миконос, Ханья, Санторини, Митилини, Керкира, Каламата, Хиос, Скирос и Янина.
В международном направлении Aegean Airlines выполняет рейсы из Греции в Австрию, Армению, Бельгию, Великобританию, Венгрию, ОАЭ, Грузию, Германию, Польшу,  Италию, Испанию, Израиль, Ливан, Турцию, Францию, Финляндию, Швейцарию, Чехию, Украину и на Кипр.
Aegean Airlines ведёт свою деятельность и в России, выполняя рейсы из Афин и других греческих курортов на регулярной основе в Москву, через аэропорт Домодедово, и летние чартерные рейсы в Санкт-Петербург, Казань, Ростов-на-Дону.
Летом 2015 год чартерные рейсы выполняются также из Ираклиона в Кишинёв.

### Код-шеринговые соглашения
Aegean Airlines имеет код-шеринговые соглашения со следующими авиакомпаниями:
| - Lufthansa (Star Alliance) - TAP Portugal (Star Alliance) - Brussels Airlines (Star Alliance) - United Airlines (Star Alliance) - US Airways (Oneworld) - Scandinavian Airlines (Star Alliance) - Turkish Airlines (Star Alliance) | - Singapore Airlines (Star Alliance) - S7 Airlines (Oneworld) - Etihad Airways - Air Canada (Star Alliance) - AirBaltic - Olympic Air - EgyptAir (Star Alliance) |

Дочерняя компания Эгейских авиалиний Olympic Air, после слияния с Aegean стала выполнять исключительно внутренние рейсы по Греции местного значения, в такие города как Карпатос, Сития, Калимнос, Лерос и т. д..

## Флот

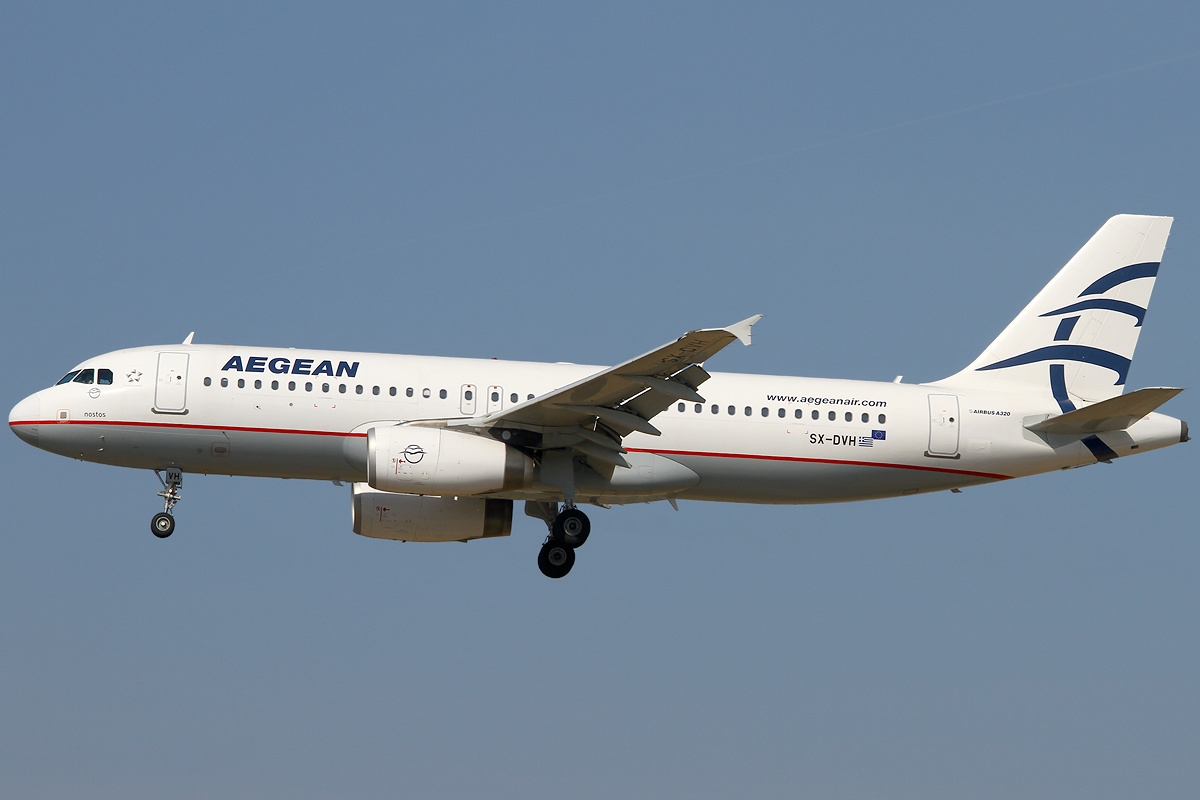
Airbus A320 авиакомпании Aegean Airlines.

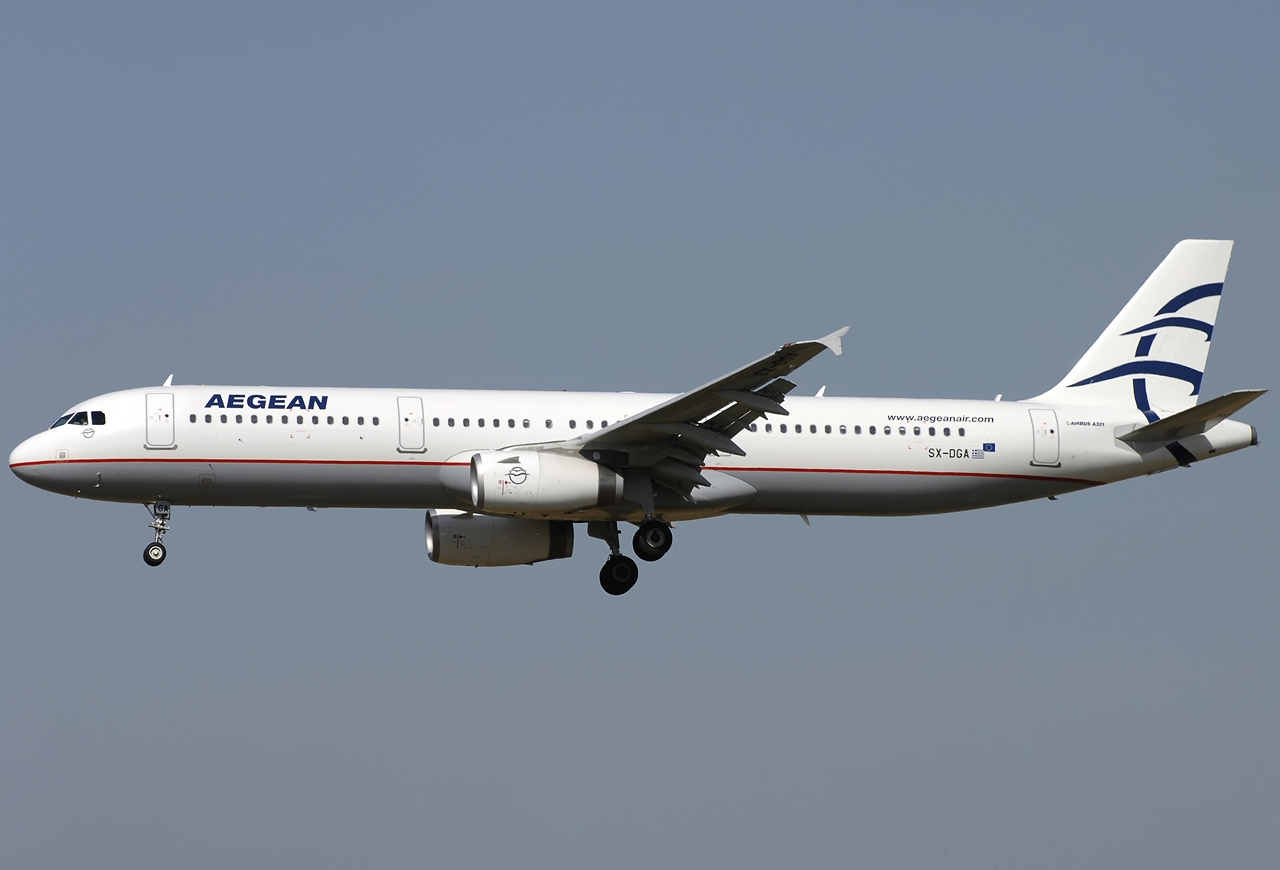
Airbus A321-200 авиакомпании Aegean Airlines

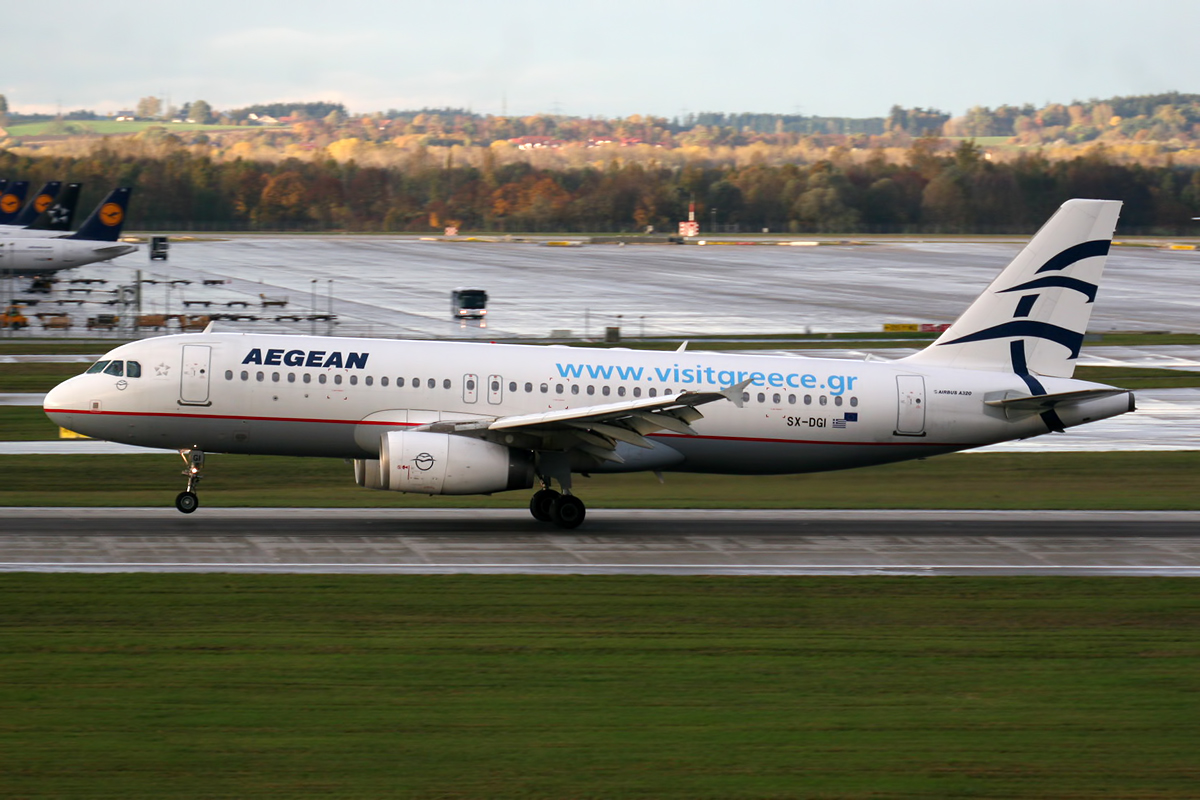
Ливрея Greek National Tourism Organization

### Текущий флот
В июле 2021 года флот Aegean Airlines состоял из 49 самолетов, средний возраст которых 10,4 лет:

### Эксплуатировавшиеся суда
Ранее Эгейскими авиалиниями эксплуатировались и в данный момент выведены из эксплуатации такие типы самолётов как:

## Награды
Также авиакомпания Aegean Airlines является обладателем нескольких авиационных наград:
- 2000/2001 – Бронзовый приз в номинации "Авиакомпания года" от ERA
- 2004/2005 – Золотой приз в номинации "Авиакомпания года" от ERA
- 2005/2006 – Серебряный приз в номинации "Авиакомпания года" от ERA
- 2006/2007 – Серебряный приз в номинации "Авиакомпания года" от ERA
- 2008/2009 – Золотой приз в номинации "Авиакомпания года" от ERA
- 2009 – Лучшая региональная авиакомпания Европы
- 2011 – Лучшая региональная авиакомпания Европы
- 2012 – Лучшая региональная авиакомпания Европы
- 2013 – Лучшая региональная авиакомпания Европы
- 2013 – Награда за прибытия по графику от сайта Flightstats.com, как самая надёжная авиакомпания Европы за 2012 год
- 2014 – Лучшая региональная авиакомпания Европы
- 2015 – Лучшая региональная авиакомпания Европы
- 2016 – Лучшая региональная авиакомпания Европы
- 2017 -- Лучшая региональная авиакомпания Европы